# 仏教に対する批判
仏教に対する批判（ぶっきょうにたいするひはん）では、仏教に対して行われてきた批判を説明する。
仏教に向けられた批判は、仏教の教えに反する行いをする、仏教の本来の教えとは異なる、あるいは仏教の教えが女性を排除しているなど、さまざまな形で行われてきた。古今東西、他の宗教、無宗教者、無神論者、他の仏教徒などから多くの批判が寄せられている。

## 仏教の社会的役割に関する批判

### 社会的不公正
松本史朗は天台宗以降、日本で主流となった大乗仏教の本覚思想や仏性は釈迦が否定した永遠の現実に結びつくと批判し、本覚思想が社会の不公平を助長するものとして批判した。日本における大乗仏教では正義や社会的不公正に対する考え方が弱いため政治的プロパガンダや社会的圧力に屈しやすく、自分の「集団」以外の人の利益を無視する無責任な放任気質を助長し、善悪、正誤の倫理的判断の根拠を与えないとした。
仏性・本覚思想等の大乗仏教が立脚する教えによると、すべてのものが単一の普遍的で永遠な実在に基づいており、一見「平等」の教えのように見える。しかし万物の単一の基礎と根本的な現実を前提とするならば、善と悪、強者と弱者、富者と貧者は基本的に「同じ」であり、いかなる不正義も正す必要も、いかなる誤りも正す動機もない。つまり日本の大乗仏教は差別と不公平を助長するとして批判を行い、日本仏教からの本覚思想や仏性の除去を提唱した。

### 自業自得論・縁起説
福沢諭吉は「学問のすすめ」において仏説によって女性の低い社会的地位は生まれた時に決定されていると批判している。

### 民主主義
伝統的な仏教国にとって、民主主義は歴史的には自然なことではなかった。仏教の政治的伝統は歴史的に宗教共同体の枠外での政治関与に消極的だった。初期仏教の仏典を根拠に政治的実践の歴史を通じて、政治的行動は汚い行為であり、時には必要であっても、自分の悟りを深めるために不利益を被る恐れがあるため、可能な限り避けるべきものと理解されてきた。このような理解の結果、歴史的に少数の政治エリートの手に権力が集約され集中した。

#### ミャンマー
ミャンマーではマイノリティの権利や政教分離は仏教民族主義者によって軽視されてきた。
アウン・サン・スー・チーによれば「ビルマ人であることは仏教徒であること」である。
テイン・セイン政権は、僧侶が創設した超国家主義団体であるミャンマー愛国協会が提案した「人口抑制法」「仏教女性特別婚姻法」「宗教転換法」を、ロヒンギャを含むムスリムに向けられたものとして世界的に批判されながらも2015年に正式に制定している。これは民族主義的仏教徒の勝利であると同時に、権威主義的な政府と仏教僧との協調関係をさらに認識させるものであった。2019年半ばには、ミャンマー軍の報道官はマバタ(ミャンマー愛国協会)が仏教振興のための援助に値すると明言し、ミャンマー愛国協会に対する軍の最新の立場を公に明らかにした。ロヒンギャのおかれた窮状については、軍指導者の直接的役割のみならず、過激派仏教僧の暴力的意図やアウン・サン・スー・チーの国民民主連盟の沈黙についても責任が追及されている。

#### タイ
タイにおいては、仏教ナショナリズムと自由民主主義が対立している。仏教保守派は反タクシン派と同盟を組み、2006年と2014年のクーデターの支持者となっていた。近年、タイでは仏教徒の過激派が台頭している。数十年にわたる超国家主義的な教化と不健全な政治状況の産物として、僧俗を問わず多くの仏教徒が暴力への傾倒、人権という普遍的規範の無視、仏教至上主義の主張で知られるようになった。これらの過激派は、軍事政権、国家平和秩序評議会（NCPO）、宗教問題を規制する法的枠組みの急変をもたらした反民主主義運動の中心勢力として認知されている。

### 仏教における女性
仏教における女性蔑視には女人五障説、八敬法、三従説、変成男子説がある。
最も批判されている教義は、法華経において強調される女人五障説である。

#### 五障三従説
五障は女性は仏になることができないという説。伝統的に儒教と仏教では五障と共に三従の道を説いてきた。
ただし、「三従」は紀元前2世紀前後、「五障」は紀元前1世紀に初めて仏典に登場したものであり、これらはいずれも仏教がスリランカに南伝する以前（紀元前3世紀以前）の原始仏教には存在しなかった。

#### 八敬法
八敬法または八重法（サンスクリット語で「グル・ダルマ」、「尊重の規則」「尊重の原則」「尊重すべき原則」と訳される）は、僧侶に適用される僧規（ヴィナヤ）以上にビクーニ（出家した尼僧）に求められる追加の戒律である。ただしこれも原始仏典との矛盾が大きく、後世に付加されたものである可能性が高い。
八敬法は全ての律 (仏教)に存在している。『律蔵』によると、女性僧侶は男性僧侶にはない特別なルール、「八戒」を守ることが義務づけられている。
(1) 百年経っても出家した尼僧は、その日に出家した僧に敬意を表し、席を立ち、合掌して敬礼し、きちんと礼をしなければならない。
(2）尼僧は、僧侶のいない住居で雨（ヴァッサ、3ヶ月の雨季の隠れ家）を過ごしてはならない
(3）半月ごとに、尼僧は僧侶の教団に二つのことを望むべきである。観察（ウポサタ）日の日付について尋ねることと、説教（ビクフノヴァダ）のために来ること。
(4) 雨の後、尼僧は3つの事柄、すなわち見たこと、聞いたこと、疑ったことに関して、両方の教団の前に自恣をしなければならない。
(5）尼僧は、重要な規則に違反し、両方の注文の前に半月のためのマーナッタの規律を受けなければならない。タニサロ・ビクフの訳は異なる。「(5) 尊敬の誓いを破ったビクニは、両方のサンガの下で半月の懺悔を受けなければならない。」
(6) 保護観察者として、2年間6つの規則（cha dhamma）の訓練を受けたとき、彼女は両方の教団からより高い聖職に就くことを求めるべきである。
(7) 僧侶は、尼僧からいかなる罵倒や誹謗中傷を受けてはならない。
(8) 今日から、尼僧による僧侶の戒めは禁止される。[『律蔵』V.354～355]。

#### 尼僧に対する差別
1993年3月、ダラムサラでシルヴィア・ウェッツェルはダライ・ラマや有力な仏教徒の前で講演し、仏教の修行、イメージ、教えの性差別を強調した 。
出家の式典に関する文章を翻訳したとき、私はとてもショックを受けました。それは「最も年長の尼僧であっても、最も若い僧侶の後ろに座らなければならない」というものでした。私は、「これだ」と思いました。このような考え方は聞いたことがありましたが、その証拠を見つけたことはありませんでした。私はこの文章を式典で暗唱しなければならず恥ずかしかったし、自分が代表する機関として恥ずかしかった。私は不思議に思いました。「なぜ彼女は立ち上がって帰らないのだろう？」と。私ならそうする。

## 地球平面説
仏教には地球平面説を前提とする須弥山説がある。ミシガン大学の仏教学者・チベット学者、ドナルド・S・ロペス・ジュニアによれば、「仏典が記述する人間の領域は、平らな地球、より正確には、鉄の山々の輪によってその水が収められた平らな海であろう。その海には大きな中央の山があり、四つの枢要な方向には島々の大陸が取り囲んでいる」。
宣教師フランシスコ・ザビエルによると、日本では地球が球体であるとの事実は知られてなかったという。近世儒学の祖の一人で臨済宗建仁寺派の僧侶でもあった林羅山は、宣教師ハビアンとの対談において、「万物にはすべて上下がある」、儒教の渾天説の世界観を模したものとして球体説を批判した。従来の須弥山的世界観を持つ仏教者も地球球体説に対して反発した。
浄土真宗本願寺派の仏教僧である佐田介石は文久三年（1863年）に『鎚地球説略』を著し、世界の中心にそびえ立つ須弥山を中心に天体が運行しているという仏教的世界観に基づいて、洋学の地球球体説、地動説、太陽中心説を否定して地球中心説（天動説）、地球平面説を提唱した。佐田は持論である視実等象説を具現した「視実等象儀」の製作をからくり儀右衛門（田中久重）に依頼し、完成品を明治10（1877）年の内国勧業博覧会に出品した。佐田は他にもランプ亡国論、鉄道亡国論、牛乳大害論、蝙蝠傘四害論、太陽暦排斥、簿記印記無用論を提唱している。

## 進化論
ドナルド・ロペスは、自然主義的な進化論は伝統的な仏教のカルマの考え方と相容れないと主張する。なぜなら、衆生がどのように変化するかという基本的な仏教の理解は、意識の再生に基づいており、それはあらゆる存在形態（動物、人間、神界など）になりうるのに対して、ダーウィンの見解は、物理現象である遺伝子の突然変異と自然淘汰に厳格に基づくからである。ロペスによれば、これらの見解が対立する主な理由は、仏教がすべての感覚のある生命の生成において意識と意思に中心的な位置を置いているのに対し、現代生物学ではそうなっていないからである。

## 国粋主義
スリランカでは、現代の僧侶がしばしば民族主義的な政治活動に関与している。
スリランカの歴史に関する神話のほとんどは『マハーワンサ』に由来する。そのため、シンハラ仏教の民族主義者は、自分たちは釈迦に選ばれた人々であり、スリランカ島は仏教の約束の地であると主張している。マハーワンサにはスリランカの仏教戦士ドゥトゥガムヌとその軍隊が500人もの仏教僧に支えられて良き支配者であったエララ王を打倒、数千人のタミール人を殺したことを嘆き、慰めに来た8人の阿羅漢（釈迦の悟りを開いた弟子）たちは「獣にも劣るタミールの不信心者（エララとその仲間）を殺しただけだから本当の罪はない」と答えた。釈迦がスリランカを訪れた際、「征服者」として仏教に敵対する勢力であるヤッカ（島の非人間的住民・亜人として描かれている）を「心に恐怖」を与えて故郷から追い出し、やがて彼の教義が「栄光に輝く」ようにしたという話がマハーワンサで語られている。

## 暴力行為への非難
仏教の歴史では、仏教徒が宗教的、政治的、社会文化的な動機で行う暴力行為や侵略行為があった。
第二次世界大戦中、当時の日本の仏教文献では「仏教の大いなる慈悲と哀れみを喚起して、東アジアに永遠の平和を確立するために、我々は時に受け入れ、時に強引に行動する。私たちは今、「多くの人が生きるために一人を殺す」（一殺多生）という慈悲深い強さを行使せざるを得ない。これは、大乗仏教が最も真剣に承認するものである...」と日本の戦争支援をした。日本の仏教のほとんどすべての寺院は、日本の軍国主義化を強く支持していた。

## 仏教の教義に対する批判

### ニーチェ
ニーチェは、仏教哲学の影響を強く受けたショーペンハウアーを通じて、仏教を苦しみに支配された存在から逃れようとする生命を否定する哲学であると解釈している。

### 儒教からの批判
仏教は、儒教哲学の多くと対立すると見なされることがある。儒教では社会的役割を倫理的義務の源泉として重視するのに対し、仏教は一見して非適合であるため、初期の儒教では仏教に対する持続的な倫理的批判があった。仏教が「我」を否定するのに対し、儒教は「我」を強調し、自己啓発や社会的役割を説く。その結果、仏教は虚無的であると多くの人に見なされた。

### 世俗的な起源を持つ論証
新無神論の著名な提唱者であり、仏教瞑想の実践者であるサム・ハリスは、仏教の多くの修行者がそれを宗教として不適切に扱い、彼らの信仰を「ナイーブ、祈願的、迷信的」と批判し、そうした信仰が仏教精神の普及を妨げると主張している。彼は何も信じることなく、ブッダの教えを受け入れ、真の成就者（そして、おそらくブッダ）になることさえできるのに、こうした信仰は一部の仏教徒が十分な証拠がなければ教えを信じないと主張したことから来ていると強調している。

### ヒンドゥー教からの批判
仏教とヒンドゥー教の間には、長い哲学的な議論の伝統がある。古代、中世、近代の多くのヒンドゥー哲学者は、仏教の様々な教義を批判してきた。

#### ガウダパーダの批判
アディ・シャンカラの先師であり、アドヴァイタ・ヴェーダンタの伝統を受け継ぐヴェーダーンタ学派の哲学者ガウダパーダは、仏教の影響を大いに受けた『マーンドゥーキヤ・カーリカー』
でブッダを批判しているとも言われる。第4章の99番目の詩句には次のように訳せる。
同じく「仮面の仏教徒」とも言われるシャンカラの註で読むと次のように訳せる。

#### アディ・シャンカラからの批判
アドヴァイタ・ヴェーダンタ哲学の提唱者として大きな影響力を持つアディ・シャンカラは、その解説書の中で仏教の多くの教義を批判している。しかし、彼の最も直接的な仏教批判は、『ブラフマ・スートラ』2.2.32の注釈に見られる。この経典の解説の中で、シャンカラは次のように述べている。

## 仏教の概念や宗派に対する批判

### 本覚思想
12世紀、宝地房証真は、衆生が「すでに」悟りを開いていると解釈してはならないとし、因果関係を否定する「自然主義」の異端であると本覚思想に批判的であった。
松本史朗は日本の仏教、仏性は釈迦の批判の対象であり、仏教の正しい因果の教え（縁起）は仏性を否定するものであると批判した。
伊藤隆寿は、中国における初期仏教の同化について、いくつかの著作を発表している。その中で、僧肇の業績と、三論宗の体系化を行った吉蔵への影響に焦点をあて、この二人の人物が中国に仏教を根付かせるために大きな影響を与えたと理解されていることを指摘する。しかし伊藤は、この二人が中国固有の土着思想である「道」や「理」に基づいて仏教の教えを同化させたというのが実情だと主張する。

### 禅
石井修道は中国で生まれた土着の禅について、道教思想である禅は仏教ではないと主張した。

### アニミズムとの同化
学者の中には日本人の宗教意識の基本はアニミズムと祖先崇拝であると主張するものがいる。その代表格が梅原猛の日本学であり、日本の民俗宗教と仏性思想の両方を提唱している。松本史朗はこれに対して、民俗宗教の理解と仏性思想の密接な関係を明らかにすることで、梅原猛の日本学に代表される安易な「日本主義」が、日本民族の優越性、無生物の仏性、和の強調をすることについて批判している。

## 仏教批判に対する弁明
仏教に対する批判に対して、仏教学者や僧侶は歴史的な事実を認めつつも本来の仏教の教義ではないと擁護をしてきた。平川彰は仏教における女性差別(八敬法は後から追加されたと主張)や、仏性・本覚思想に対する批判に対して弁明を行った。
ダライ・ラマは、地球平面説（須弥山）の虚偽は「衆生の本質と起源に関する説明の二次的なもの」であるため、仏教の核心（四諦と解脱の教え）に影響を与えないものであると弁明した。